# Harry Potter: Quidditch Verdensmesterskaberne
Harry Potter: Quidditch Verdensmesterskaberne (originaltitel: Harry Potter: Quidditch World Cup) er et computerspil i Harry Potter-serien som omhandler Quidditch.
Man starter med et vælge et af de fire hold; Gryffindor, Ravenclaw, Hufflepuff eller Slytherin, hvorefter man lærer at skyde på mål, ramme smasherne og at være en god målmand. Efter man har vundet Kollegie-cuppen med et af de fire hold går man videre til verdensmesterskaberne. Her kan man vælge holdene:
Australien, Bulgarien (først efter et vis antal point), England, Frankrig, Tyskland, Japan, Det Nordiske Hold, Spanien og USA.
Der er forskellige kommentatorer. På Hogwarts er der Lee Jordan, Seamus Finnigan, Luna Lovegood og Zacharias Smith. I verdensmesterskaberne er det Ludo Ludomand, Jacqueline Lejeune, Milie Gudabie og Arnold Vogler.

## Fodnoter
1. ↑  EA Danmark – Harry Potter™: Quidditch™ Verdensmesterskaberne (Webside ikke længere tilgængelig)